# Fulton megye (Illinois)
Fulton megye az Amerikai Egyesült Államokban, azon belül Illinois államban található. Megyeszékhelye Lewistown, legnagyobb városa Canton. Lakosainak száma 33 609 fő (2020. április 1.).

## Szomszédos megyék
- Warren megye (északnyugat)
- Knox megye (észak)
- Peoria megye (északkelet)
- Tazewell megye (kelet)
- Mason megye (dél)
- Schuyler megye (délnyugat)
- McDonough megye (nyugat)

## Népesség
A megye népességének változása:
| Lakosok száma | 37 075 | 36 960 | 36 673 | 36 346 | 35 699 | 33 609 |
|               | 2010   | 2011   | 2012   | 2013   | 2015   | 2020   |